# 岡田鉄平
岡田 鉄平（おかだ てっぺい、1975年11月3日 - ）は、日本のヴァイオリニスト。

## 人物・来歴
福岡県行橋市出身。
4歳の幼少時よりヴァイオリンを始め、以降、厳しいレッスンを重ねて育つ。義務教育修了後は、桐朋女子高等学校音楽科を経て、桐朋学園大学音楽学部演奏科へと進学。同大学卒業の後、研究科も併せて修了。
現在は、ソリストとしての活動と共に、ピアニストの杉浦哲郎とのデュオ『スギテツ（旧:杉ちゃん&鉄平）』や、佐藤みゆき、田中詩織、岡澤亜希子らとのユニット『Qi Michelan(ちー･みけらん)』のメンバーとしても各地でコンサート、ライブを行いながら、雑誌及びテレビ、ラジオと、メディアの隔たりなく露出の機会を増やしており、全国を移動する多忙な日々を送りつつ、音楽家として多方面にわたり活躍の場を広げている。
ソリストとして多数の楽団公演に招かれ参加･出演する以外に、いわゆる冗談音楽の演奏家としても活動。また、ニコニコ動画やYouTubeといった動画投稿サイトにおける動画や生放送の投稿･配信なども行っている。
また、クラシックカーの整備やレストアを手掛けるなど、車を愛するカーマニア。でもある。
2019年11月3日、年下の医師と結婚。

## 嗜好
趣味は車で、特に旧車のカーマニアとしても幅広い知識を有することで知られる。
CDソロアルバムは必ず愛車を使用したジャケットにし、演奏PVも旧車メルセデス・ベンツ560SEL(W126)を使用している。

## 師事歴
- 三木妙子
- 石井志都子
- 江藤俊哉･アンジェラ夫妻

## 受賞歴
- 『長江杯国際音楽コンクール』第1位
- 『日本クラシック音楽コンクール』優秀賞

## 作品

### タイアップ・テーマソング
- 『ブリヂストンレディスオープン』 テーマ音楽を担当。

### 音楽テキスト
- 楽譜『ヤマハのテキスト』 お手本CD収録曲を担当。

### CM等
- JR東海『リニア・鉄道館』 CM音楽を担当。

## 出演番組
- スギテツのGRAND NACK RAILROAD　（FM NACK5 毎週日曜朝6:00-6:55）